# 橫科
橫科，是新北市汐止區的一個地名，位於該區西部的基隆河南岸。相較於今日行政區，其範圍大致包括橫科里不含東北部、福山里、宜興里、東勢里不含西南部、白雲里西部邊界地帶南段，以及臺北市南港區新富里最南端、中研里東部邊界地帶、舊莊里西北部凸出部分東北半部。

## 歷史
台灣清治末期至日治前期，橫科地區為一街庄，稱為「橫科庄」，隸屬於石碇堡。該庄北隔基隆河與社後庄為鄰，東北與樟樹灣庄為鄰，東與白匏湖庄為鄰，南邊為什三份庄、南港大坑庄，西南邊為南港舊庄，西北邊為三重埔庄。
1901年（日治明治三十四年）11月，該庄隸屬於基隆廳，編入第十五區。1905年（明治三十八年）7月，第十四區、第十五區、第十六區、第十九區合併為「水返腳區」。1920年（大正九年），該庄改制為「橫科」大字，隸屬於臺北州七星郡汐止街，大字下有「橫科」、「南港子」、「東勢坑」小字名。
戰後汐止街改制為汐止鎮，隸屬於臺北縣，大字亦改制為里。1999年6月，汐止鎮升格為汐止市。2010年12月，臺北縣升格為新北市，汐止市改制為汐止區。

## 交通
台鐵縱貫線橫越橫科地區北部，境內並未設站。東邊最近的是汐科車站，屬簡易站，僅停靠區間車，由此北上可前往基隆、宜蘭、花蓮等地；西邊最近的是南港車站，屬一等站，停靠部分自強號、莒光號、區間快車及全部區間車，由此南下可前往台北、桃園、新竹等地。
國道3號縱向穿越本地區，在境內設有南港交流道以連接環東大道，可連絡南港、內湖、台北市區。國道3號在東北邊境外不遠與省道台5線交會處設有新台五路交流道，車輛可由此快速前往台灣西部各地。省道台5線（大同路一段）橫越本地區北部，是連絡台北與基隆的主要平面道路。

## 學校
- 白雲國小